# Bosrobert
Bosrobert är en kommun i departementet Eure i regionen Normandie i norra Frankrike. Kommunen ligger i kantonen Brionne som tillhör arrondissementet Bernay. År 2022 hade Bosrobert 671 invånare.

## Befolkningsutveckling
Antalet invånare i kommunen Bosrobert
Referens:INSEE